# Araneus obtusatus
Araneus obtusatus là một loài nhện trong họ Araneidae.
Loài này thuộc chi Araneus. Araneus obtusatus được Ferdinand Karsch miêu tả năm 1891.